# Secretaría de la Función Pública (Paraguay)
La Secretaría de la Función Pública es un organismo dependiente de la Presidencia de Paraguay. Esta Secretaría Ejecutiva emite normas técnicas, asesora a las instituciones en políticas de gestión y desarrollo de las personas, capacita y forma a los servidores públicos, promueve y vigila el cumplimiento de las leyes de la función pública, con tecnología, investigación e innovación.
Tiene su sede central en la calle Iturbe esquina Fulgencio R. Moreno.

## Historia
En el año 2000, con la promulgación de la Ley 1626, se crea la Secretaría de la Función Pública, con rango ministerial y en dependencia directa de la Presidencia de la República.
Dicha ley define a la Institución como el organismo central normativo para la función pública y el desarrollo institucional de las entidades estatales. Entre sus principales atribuciones está la de formular la política de gestión y desarrollo de las personas que trabajan en el sector público. Para lograr sus objetivos la SFP trabaja con las áreas de Gestión y Desarrollo de las Personas (o Recursos Humanos) u otras equivalentes de los Organismos y Entidades del Estado (OEE)
Autoridades de la SFP por periodo de gobierno presidencial:
| Año de asunción al cargo | Gobierno                   | Ministro -Secretario Ejecutivo-                                |
| ------------------------ | -------------------------- | -------------------------------------------------------------- |
| 1999 - 2003              | Luis González Macchi       | César Manuel Talavera                                          |
| 2003 - 2008              | Nicanor Duarte Frutos      | César Manuel Talavera, Clemente Barrios, Carlos Miguel Goiburú |
| 2008 - 2012              | Fernando Lugo Méndez       | Liliam Soto, José Tomás Sánchez                                |
| 2012 - 2013              | Federico Franco            | José Tomás Sánchez, Nuria Isnardi                              |
| 2013 - 2018              | Horacio Manuel Cartes Jara | Humberto Rubén Peralta Beaufort                                |
| 2018 - 2023              | Mario Abdo Benítez         | Cristina Bogado                                                |
| 2023 - 2028              | Santiago Peña              |                                                                |

## Dato organizacional 	Misión, Visión, Valores
El Plan Estratégico Institucional 2015-2018 establece las siguientes aspiraciones estratégicas:
La SFP emite normas técnicas, asesora a las instituciones en políticas de gestión y desarrollo de las personas, capacita y forma a los servidores públicos, promueve y vigila el cumplimiento de las leyes de la función  pública, con tecnología, investigación e innovación. 
En su estructura está organizada en áreas misionales y de apoyo:
- Misionales
  - Dirección General de Concursos
  - Dirección General del Instituto Nacional de la Administración Pública del Paraguay
  - Dirección General de Asistencia Técnica a los Organismos y Entidades del Estado
  - Dirección General de Asuntos Jurídicos
  - Dirección General de Tecnología de la Información y la Comunicación

- Apoyo 
  - Dirección General de Administración y Finanzas
  - Dirección General de Comunicación Estratégica
  - Dirección de Gestión y Desarrollo de las Personas
  - Secretaría General

Además cuenta con dos instancias de control interno que son la Dirección de Auditoría Interna Institucional y la Coordinación del Mecanismo Estándar de Control Interno (MECIP).

## Funciones
- FUNCIONES ESTABLECIDAS EN EL ARTÍCULO 96 DE LA LEY 1626/2000
  - Formular la política de recursos humanos del sector público, tomando en consideración los requerimientos de un mejor servicio, así como de una gestión eficiente y transparente;
  - organizar y mantener actualizado un registro sexado de la función pública;
  - preparar el reglamento general de selección, admisión, calificación, evaluación y promoción del personal público, basado en un concurso público de oposición;
  - participar en el estudio y análisis de las normas que regulan el sistema de jubilación y pensión a cargo del Estado;
  - detectar las necesidades de capacitación del funcionario público y establecer los planes y programas necesarios para la misma;
  - asesorar a la Administración Central, entes descentralizados, gobiernos departamentales y municipales, acerca de la política sobre recursos humanos a ser implementada;
  - supervisar la organización y funcionamiento de los organismos o entidades del Estado, encargadas de los recursos humanos de la función pública;
  - proponer el sistema de clasificación y descripción de funciones de los cargos de los organismos y entidades del Estado y mantenerlos actualizados, así como el escalafón para funcionarios públicos;
  - asesorar a organismos y entidades del Estado para la racionalización en materia de escalafones y entidades y proponer criterios para la formulación de la política de remuneración a los funcionarios públicos;
  - recabar los informes necesarios para el cumplimiento de sus fines, de todas las reparticiones públicas;
  - realizar estudios sobre materias de su competencia para la toma de decisiones que afecten a los funcionarios públicos;
  - promover el acceso de la mujer a los cargos de decisión en la función pública;
  - homologar y registrar los reglamentos internos y los contratos colectivos de condiciones de trabajo, dentro de los organismos y entidades del Estado cuando ellos reúnan los requisitos de fondo y de forma para su validez;
  - aprobar los proyectos de reglamento de selección, admisión, calificación y promoción del personal público, presentados por las diversas reparticiones públicas; y,
  - designar los jueces de instrucción para los sumarios administrativos.

## Relaciones internacionales
La SFP integra, en representación del Gobierno del Paraguay, el Centro Latinoamericano de Administración para el Desarrollo (CLAD),  con el cual el Paraguay suscribió las Cartas latinoamericanas, entre otros documentos.

Los organismos y las agencias de cooperación internacional que han apoyado y/o continúan apoyando el fortalecimiento institucional de la SFP y la implementación de la Carrera del Servicio Civil en Paraguay son:
•	Agencia Alemana de Cooperación Internacional (GIZ)
•	Agencia Chilena de Cooperación Internacional para el Desarrollo (AGCID)
•	Agencia Coreana de Cooperación Internacional (KOIKA)
•	Agencia Española de Cooperación Internacional para el Desarrollo (AECID)
•	Agencia de los Estados Unidos para el Desarrollo Internacional (USAID)
•	Agencia Israelí de Cooperación Internacional para el Desarrollo (MASHAV)
•	Agencia Japonesa de Cooperación Internacional (JICA)
•	Agencia Mexicana de Cooperación Internacional (AMEXID)
•	Agencia Uruguaya de Cooperación Internacional (AUCI)
•	Banco Interamericano de Desarrollo (BID)
•	Banco Mundial (BM)
•	Centro de Estudios Ambientales y Sociales (CEAMSO)
•	Delegación de la Unión Europea en Paraguay
•	Fondo Argentino de Cooperación Sur – Sur y Triangular (FO – AR)
•	Organización de Estados Americanos (OEA)
•	Programa de las Naciones Unidas para el Desarrollo (PNUD)
La Agencia Española de Cooperación Internacional (AECID) enfoca sus esfuerzos en el  fortalecimiento del Instituto Nacional de la Administración Pública del Paraguay (INAPP).
El PNUD apoya a la SFP a través del proyecto 69965 “Fortalecimiento de capacidades institucionales para la gestión de los Recursos Humanos”,  mediante la capitalización de lecciones aprendidas y la aplicación de buenas prácticas con miras a la profesionalización de los servidores públicos paraguayos.
La SFP recibe asistencia técnica del Programa Democracia y Gobernabilidad (PDG) de la Agencia del Gobierno de los Estados Unidos de América para el Desarrollo Internacional (USAID), a través del Centro de Estudios Ambientales y Sociales (CEAMSO). La asistencia técnica está enfocada en la implementación de políticas públicas en materia de gestión de personas y el fortalecimiento de la carrera del servicio civil, como también en la adecuación y puesta en marcha del Sistema Integrado Centralizado de la Carrera Administrativa (SICCA).

## Acciones principales
La implementación del Sistema Integrado Centralizado de la Carrera Administrativa (SICCA), visualizado en el Portal Único del Empleo Público (PUEP) 
La SFP también administra el Portal Datos Abiertos datos.sfp.gov.py. Este portal contiene informaciones referentes a los funcionarios públicos, cuyos datos son proveídos por las instituciones donde prestan servicios estas personas. El portal de datos abiertos de la Secretaría de la Función Pública (SFP), responde a los compromisos asumidos en el 3er Plan de Acción de Gobierno Abierto 2016-18 con respecto a la puesta en disponibilidad de datos públicos, y el Plan Nacional de Desarrollo Paraguay 2030 (PND 2030) SICCA (Decreto 1212/2014).
Además, la SFP tiene a su cargo desde 2014 el control del cumplimiento de la Ley 5189/2014 “Que establece la obligatoriedad de la provisión de información en el uso de los recursos públicos sobre remuneraciones y otras retribuciones asignadas al servidor público de la República del Paraguay”. 
El fortalecimiento y capacitación de los servidores públicos se realizan en el Instituto Nacional de la Administración Pública del Paraguay (INAPP)

La implementación del Sistema Integrado Centralizado de la Carrera Administrativa (SICCA), visualizado en el Portal Único del Empleo Público (PUEP) 
La SFP también administra el Portal Datos Abiertos datos.sfp.gov.py. Este portal contiene informaciones referentes a los funcionarios públicos, cuyos datos son proveídos por las instituciones donde prestan servicios estas personas. El portal de datos abiertos de la Secretaría de la Función Pública (SFP), responde a los compromisos asumidos en el 3er Plan de Acción de Gobierno Abierto 2016-18 con respecto a la puesta en disponibilidad de datos públicos, y el Plan Nacional de Desarrollo Paraguay 2030 (PND 2030) SICCA (Decreto 1212/2014).
Además, la SFP tiene a su cargo desde 2014 el control del cumplimiento de la Ley 5189/2014 “Que establece la obligatoriedad de la provisión de información en el uso de los recursos públicos sobre remuneraciones y otras retribuciones asignadas al servidor público de la República del Paraguay”. 
El fortalecimiento y capacitación de los servidores públicos se realizan en el Instituto Nacional de la Administración Pública del Paraguay (INAPP)